# Amelora
Amelora là một chi bướm đêm thuộc họ Geometridae.

## Các loài
- Amelora acontistica (Turner, 1947)
- Amelora adusta Turner, 1947
- Amelora amblopa Guest, 1887
- Amelora anepiscepta Turner, 1947
- Amelora arotraea Meyrick, 1892
- Amelora australis (Rosenstock, 1885)
- Amelora belemnophora Turner, 1947
- Amelora camptodes Turner, 1919
- Amelora catacris Meyrick, 1892
- Amelora ceraunia Turner, 1947
- Amelora conia Turner, 1947
- Amelora crenulata Turner, 1926
- Amelora cryphia Turner, 1919
- Amelora crypsigramma Lower, 1899
- Amelora demistis Guest, 1887
- Amelora fucosa Turner, 1919
- Amelora goniota Guest, 1887
- Amelora gonosemela (Lower, 1893)
- Amelora idiomorpha Lower, 1893
- Amelora leucaniata (Guenée, 1857)
- Amelora lithopepla Lower, 1918
- Amelora macarta Turner, 1919
- Amelora mesocapna Turner, 1919
- Amelora milvaria (Guenée, 1857)
- Amelora newmannaria (Guenée, 1857)
- Amelora oenobreches Turner, 1919
- Amelora oncerodes Turner, 1919
- Amelora oritropha Turner, 1919
- Amelora pachyspila Turner, 1919
- Amelora pentheres Turner, 1919
- Amelora perinipha (Lower, 1915)
- Amelora petrochroa (Lower, 1897)
- Amelora polychroa Lower, 1907
- Amelora sparsularia (Guenée, 1857)
- Amelora suffusa Turner, 1926
- Amelora synclera Turner, 1919
- Amelora syscia (Turner, 1919)
- Amelora thegalea Turner, 1947
- Amelora zophopasta Turner, 1919

## Hình ảnh

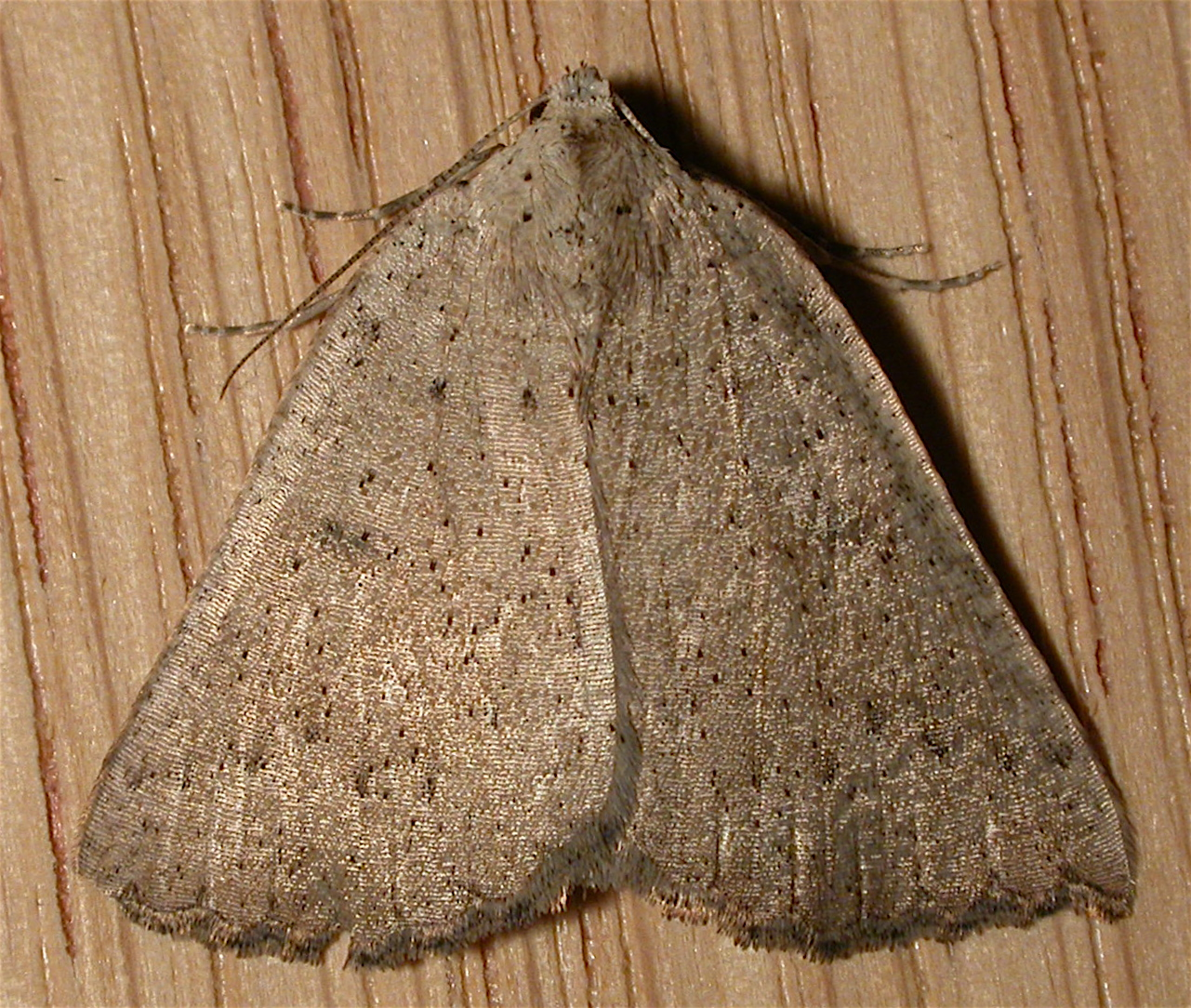